# Marion Jones
Marion Jones, ameriška atletinja, * 12. oktober 1975, Los Angeles, Kalifornija.
Na olimpijskih igrah v Sydneyju (2000) je kot prva ženska atletinja v zgodovini osvojila pet olimpijskih medalj na istih olimpijskih igrah. Oktobra 2007 je priznala, da se je za dosego uspehov posluževala dopinga, zato ji je Mednarodni olimpijski komite odvzel medalje, Mednarodna atletska zveza pa je izbrisala vse njene rezultate od septembra 2000 in ji za dve leti prepovedala tekmovanje.
Leta 2008 je odsedela 6 mesečno zaporno kazen zaradi laganja pod prisego glede uporabe steroidov.